# Hemigrammus marginatus
Hemigrammus marginatus és una espècie de peix de la família dels caràcids i de l'ordre dels caraciformes.

## Morfologia
- Els mascles poden assolir 4,5 cm de llargària total.[4]

## Hàbitat
Viu a àrees de clima tropical entre 20 °C i 28 °C de temperatura.

## Distribució geogràfica
Es troba a Sud-amèrica: conques dels rius São Francisco, Itapicuru, Paranà, Paraguai, Guaporé, Amazones i Orinoco.